# Kuala Perlis
Kuala Perlis is een plaats in de Maleisische deelstaat Perlis in het uiterste noordwesten van het land, vlak bij de grens met Thailand. Het is ook de plaats waar men o.a. de boot kan nemen naar het bij toeristen populaire eiland Langkawi. 
Kuala Perlis telt 700 inwoners. 